# Dendromyza pachydisca
Dendromyza pachydisca är en tvåhjärtbladig växtart som först beskrevs av Danser, och fick sitt nu gällande namn av J.M.Macklin och Beaman & C.E.Anderson. Dendromyza pachydisca ingår i släktet Dendromyza och familjen Amphorogynaceae. Inga underarter finns listade i Catalogue of Life.